# آدم دوغان
آدم دوغان (بالتركية: Adem Doğan)‏ هو لاعب كرة قدم تركي، ولد في 5 أكتوبر 2001 في Kocasinan ‏ في تركيا. لعب مع كايسري سبور.

## وصلات خارجية
- آدم دوغان على موقع اتحاد تركيا (لاعب) (الإنجليزية)
- آدم دوغان على موقع قاعدة بيانات كرة القدم.إي يو (الإنجليزية)
- آدم دوغان على موقع Soccerway.com (الإنجليزية)
- آدم دوغان على موقع عالم كرة القدم.نت (الإنجليزية)